# Генрих фон Морунген
Генрих Морунгенский (нем. Heinrich von Morungen; XII в. — 1222 г.) — немецкий средневековый поэт периода раннего миннезанга.

## Биография
Песни Генриха практически не дают представления о жизни поэта. Возможно, он родился в замке Морунген (нем. Morungen) недалеко от Зангерхаузена в Тюрингии и происходил из рыцарского сословия. За личные заслуги он получал пенсию от своего покровителя маркграфа Мейсенского Дитриха Притеснённого, которую он передал в 1213 году монастырю Св. Фомы в Лейпциге. В 1217 году он стал монахом этого монастыря. Согласно источникам XVI века он умер в монастыре в 1222 году после поездки в Индию.

## Творчество
До нашего времени сохранилось 115 стихотворных строф Генриха, составляющих 35 песен. Из них 104 строфы находятся в Гейдельбергской рукописи. Мелодии к песням не сохранились.
Поэзия Генриха Морунгена отличается образностью. Для описания красоты своей Дамы он использует блеск солнца, луны, вечерней звезды, золота, драгоценных камней и зеркал.
Минне для средневековых авторов была образом античной богини любви Венеры. В своём творчестве Генрих фон Морунген демонизирует образ Минне. Иногда Минне изображается как магическая, болезнетворная, почти смертельная сила и как религиозный и мистический образ.
По форме и содержанию поэзия Генриха Морунгена близка к лирике провансальских трубадуров.